# One Shot '80 Volume 15 (Disco & Dance Italia)
One Shot '80 Volume 15 (Disco & Dance Italia) è la quindicesima raccolta di canzoni degli anni '80, pubblicata in Italia dalla Universal su CD (catalogo 440 0 39473 2) e cassetta (440 0 39473 4) nel 2003, appartenente alla serie One Shot '80 della collana One Shot.
Raggiunge la posizione numero 21 nella classifica degli album in Italia, risultando il 180° più venduto durante il 2003.

## Il disco
Terzo volume in due CD dedicato esclusivamente alla musica dance prodotta in Italia da artisti italiani (il primo nella serie era stato il quinto, l'altro il decimo).
Questa edizione, a differenza delle due precedenti che contengono solo canzoni cantate in inglese, prevede sia un CD di soli brani in italiano (il primo), sia uno di soli brani di inglese.
Il quarto e ultimo volume (il ventesimo della serie One Shot '80) avrà invece tutti brani in italiano su entrambi i CD.

## Tracce
Il primo è l'anno di pubblicazione del singolo, il secondo quello dell'album; altrimenti coincidono.

### CD 1
1. Toto Cutugno – L'italiano – 3:56 (testo: Cristiano Minellono – musica: Salvatore Cutugno) – 1983
2. Alan Sorrenti – Figli delle Stelle – 4:31 (Alan Sorrenti) – 1977
3. Ivan Cattaneo – Polisex – 4:32 (Ivan Cattaneo) – 1980
4. Ricchi e Poveri – Sarà perché ti amo – 3:09 (testo: Daniele Pace, Enzo Ghinazzi – musica: Dario Farina) – 1981
5. Pino D'Angiò – Ma quale idea – 4:25 (Giuseppe Chierchia) – 1980, 1981
6. Pupo – Su di noi – 3:18 (testo: Paolo Barabani, Enzo Ghinazzi – musica: Donatella Milani, Enzo Ghinazzi) – 1980
7. Donatella Rettore – Splendido splendente – 3:26 (testo: Donatella Rettore – musica: Claudio Rego) – 1979
8. Al Bano e Romina Power – Felicità – 3:12 (testo: Cristiano Minellono – musica: Gino De Stefani, Dario Farina) – 1982
9. Alberto Camerini – Rock 'n' Roll Robot – 3:11 (Alberto Camerini) – 1981
10. Giuni Russo – Un'estate al mare – 3:14 (testo: Franco Battiato – musica: Giusto Pio, Franco Battiato) – 1982, 1983
11. Luis Miguel – Noi, ragazzi di oggi – 3:49 (testo: Cristiano Minellono – musica: Salvatore Cutugno) – 1985
12. Heather Parisi – Cicale – 3:51 (Alberto Testa, Franco Miseria, Tony De Vita, Capitta = Silvio Testi; solo testo: Antonio Ricci) – 1981
13. Umberto Balsamo – Balla – 3:10 (Umberto Balsamo) – 1979
14. Lorella Cuccarini – La notte vola (edited version) – 3:28 (testo: Capitta = Silvio Testi – musica: Capitta, Marco Salvati, Beppe Vessicchio) – 1989
15. Fiordaliso – Non voglio mica la luna – 4:01 (Luigi Albertelli, Enzo Malepasso, Zucchero Fornaciari) – 1984
16. Claudio Cecchetto – Gioca jouer – 3:50 (testo: Claudio Cecchetto – musica: Claudio Simonetti) – 1981
17. Gruppo Italiano – Tropicana – 3:27 (testo: Raffaella Riva – musica: Gigi Folino, Chicco Santulli) – 1983, 1985
18. Ciao Fellini – La mia banda suona il rock – 2:54 (Ivano Fossati) – 1988
19. Le Ragazze Cin Cin – Cin Cin – 4:45 (testo: Aldo Malinverni, Celeste Laudisio – musica: Diego Michelon, Maurizio Filippi) – 1989
20. Stefania Rotolo e Sammy Barbot – Toccami – 3:19 (testo: Marcello Mancini – musica: Sammy Barbot, Puccio Roelens) – 1977

Durata totale: 73:28

### CD 2
1. Sabrina – Sexy Girl (single version) – 3:22 (testo: Matteo Bonsanto – musica: Roberto Rossi, Naimy Hackett) – 1986, 1987
2. Sandy Marton – Exotic and Erotic (album version) – 4:21 (Aleksandar Marton) – 1985, 1986
3. Diana Est – Le Louvre – 4:29 (testo: Enrico Ruggeri – musica: Stefano Previsti) – 1983
4. Club House – Do It Again / Billie Jean (medley) – 5:18 (Walter Becker, Donald Fagen / Michael Jackson) – 1983
5. Novecento – I Need Love – 4:16 (testo: Tony Carrasco – musica: Pino Nicolosi, Lino Nicolosi, Rossana Nicolosi, Dora Carofiglio) – 1990
6. Vivien Vee – Higher (album version) – 3:54 (testo: Rossana Casale – musica: Coring = Paolo Gianolio) – 1983
7. Den Harrow – Charleston (Den Harrow) (feat. Tom Hooker) (album version) – 5:52 (testo: Thomas Hooker Beecher – musica: Roberto Turatti, Miki Chieregato) – 1986, 1985
8. Gary Low – La colegiala – 4:28 (Walter Leon) – 1984
9. Linda Wesley – Wild on the Isle – 3:49 (testo: Linda Wesley – musica: Mario Natale, Michele Vicino) – 1986
10. Tom Hooker – Help Me (album version) – 4:31 (testo: Thomas Hooker Beecher – musica: Roberto Turatti, Miki Chieregato) – 1986, 1988
11. Jock Hattle – Yes-No Family – 4:20 (testo: Enrico Ruggeri – musica: Stefano Tirone, Roberto Turatti) – 1983
12. Fun Fun – Happy Station (feat. Ivana Spagna, Antonella Pepe, Angela Parisi) (single version) – 3:38 (testo: Ivana Spagna – musica: Ivana Spagna, Alfredo Pignagnoli, Dario Raimondi) – 1983, 1984
13. Valerie Dore – King Arthur (feat. Simona Zanini) – 3:50 (testo: Simona Zanini – musica: Marco Tansini) – 1987, 1986
14. Albert One – Heart on Fire (maxi single version) – 5:32 (testo: Jane Hilleren – musica: Roberto Turatti, Miki Chieregato) – 1985
15. Topo & Roby – Under the ice (feat. Topo robot, Simona Zanini) – 3:55 (testo: Simona Zanini – musica: Aldo Martinelli) – 1984
16. Eddy Huntington – Up & Down (album version) – 3:30 (testo: Thomas Hooker Beecher – musica: Roberto Turatti, Miki Chieregato) – 1987, 1989
17. Scotch – Mirage – 3:50 (testo: 'Vince'nzo Lancini – musica: Fabio Margutti, Davide Zambelli) – 1986, 1987
18. Tony Esposito – Papa Chico – 3:58 (testo: Gianluigi Di Franco – musica: Remo Licastro, Tony Esposito) – 1985

Durata totale: 76:53